# Trinidad (sziget)
Trinidad Trinidad és Tobago két főszigetéből a nagyobb, lakottabb és ismertebb. Trinidad a Karibi-térség legdélibb szigeteinek egyike, mindössze 11 km-re északra fekszik a Dél-Amerikai kontinenstől (Venezuelától). Trinidad a Karibi-térség 6. legnagyobb szigete, a 4679 km² területével. A szigeten található Trinidad és Tobago fővárosa, Port of Spain. Tobago szigete tőle északkeletre, 36 km távolságra fekszik.

## Történelem
Trinidad első lakói indiánok voltak. A szigetet az európaiak közül Kolumbusz fedezte fel 1498-as, 3. útján. 1797-ig Trinidad spanyol gyarmat volt, ám főleg franciák lakták. A sziget brit, holland, francia és kurzemei kézen volt, ám végül a brit kezekbe került. 1888-ban Tobagoval együtt koronagyarmattá egyesült. Trinidad és Tobago 1962-ben szerezte meg függetlenségét a britektől, és 1976-ban köztársaság lett.

## Földrajz
A szigeten sok kisebb vízfolyás található, de igazi nagy folyója vagy tava nincsen. Fő folyóvizei a Caroni, az Északi Oropouche, a Déli Oropouche és az Ortoire. Jellemző tájai dombok (Északi, Középső és Déli). A sziget északi partvonala mentén néhány-száz méter magas hegyek vonulnak végig, legmagasabb pontja 940 m. Északkeleti részén a tengerpartja homokos.
Az éves csapadékmennyiség 125–325 cm között változik. Éghajlata trópusi. A sziget délre fekszik a hurrikánok szokásos útvonalától, ezért azok csak ritkán érintik.

## Élővilág
Itt élő állatok például az örvös pekari, a vörös bőgőmajom, az ocelot. Gazdag a madárvilága. Több mint 400-féle madár található, itt él például a fehérfejű guán. Nincsenek a szigeten endémikus fajok, mivel a tengerszint időszakos megváltozása miatt többször összeköttetésbe került a szárazfölddel, legutóbb nagyjából 10 000 évvel ezelőtt.
Felszínének nagy része szavanna, főleg a központi és a délnyugati részen; az erdők összterülete mindössze 20-30%. Keleti partja mentén mocsári erdő található, mangrove a keleti és a nyugati part mentén.

## Gazdaság
A sziget gazdaságában nagyon fontos a kőolaj- és a földgázipar . A legnagyobb ammónia és metanol exportáló, és kivitel szerint az 5 legnagyobb cseppfolyós földgáz (LNG) exportőr. Mezőgazdasága elhanyagolható.

## Politika
1962 óta független, előtte angol gyarmat volt. Angol mintára működő parlamentáris demokráciája van.

## Trinidad jelene
Trinidad a calypso zene, a steelpan és a limbo tánc szülőhelye. Népszerű zenei irányzatok: calypso, chutney, soca, parang. Itt rendezik meg a nagyböjt előtt a trinidad és tobagoi karnevált.
Az ország közlekedése és infrastruktúrája jó, bár néhány vidéki út elhanyagolt.
Az országban az egyetlen, nagy számban beszélt nyelv az angol.

## Fordítás
- Ez a szócikk részben vagy egészben  a   Trinidad című angol Wikipédia-szócikk ezen változatának fordításán alapul.  Az eredeti cikk szerkesztőit annak laptörténete sorolja fel. Ez a jelzés csupán a megfogalmazás eredetét és a szerzői jogokat jelzi, nem szolgál a cikkben szereplő információk forrásmegjelöléseként.

## Lásd még
- Tobago
- Trinidad és Tobago szigetei